# Хардкор техно
Хардкор техно, често називан само хардкор, је стил техно и New Beat музике који је настао почетком, и развијао се до средине, '90-их на различитим локацијама, укључујући Ротердам и Франкфурт на Мајни. Не треба га мешати са хардкор емоом или панком, који се често називају само хардкор. Стил музике карактерише брз темпо (160-300 битова у минути и више) и ритмична употреба дисторзираних и атоналних битова и семплова који личе на индастријал.